# Alexei Wladimirowitsch Tichonow
Alexei Wladimirowitsch Tichonow (russisch Алексей Владимирович Тихонов; * 1. November 1971 in Kuibyschew) ist ein russischer Eiskunstläufer, der im Paarlauf für die Sowjetunion, Japan und Russland startete.

## Leben
Tichonow kam im heutigen Samara als Sohn von Larissa Grigorjewna und Wladimir Nikolajewitsch zur Welt. Er hat einen jüngeren Bruder namens Ilja.
Tichonow begann im Alter von vier Jahren mit dem Eiskunstlaufen. Als er zum Paarlaufen kam, startete er mit wechselnden Partnerinnen: Irina Saifutdinowa (mit der er Dritter bei der Juniorenweltmeisterschaft 1989 wurde), Jekatarina Murudowa, 1992–1994 mit Yukiko Kawasaki für Japan, Irina Woljanskaja, Marija Petrowa und 1998 mit Marina Jelzowa. Er erzielte mit allen nur mäßigen Erfolg, mit Yukiko Kawasaki erreichte er bei der Weltmeisterschaft 1994 den 15. Platz.

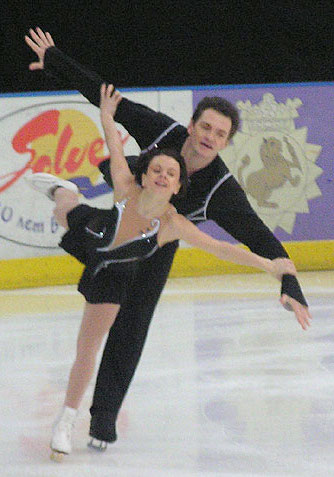
Tichonow mit seiner Partnerin Marija Petrowa

Tichonow wurde eingeladen, sich mit Tatjana Tarasowas russischem All-Stars Eistheater zu verbinden. Er lief mit Irina Woljanskaja in verschiedenen Produktionen einschließlich Cinderella und Die Schöne und das Biest. Die Vorstellungen wurden auf einer 10 m*10 m-Eisfläche gelaufen. Obgleich er es genoss, in derlei Veranstaltungen aufzutreten und damit viel Erfahrung sammelte, vermisste er die Wettkämpfe.
Ludmila Welikowa arrangierte für ihn, probeweise erneut mit Marija Petrowa Eis zu laufen. Nach einem Monat der Zusammenarbeit kehrte er zu den Show-Veranstaltungen zurück. Diesmal schloss er sich der Torvill und Deans Tour an. Bald setzte er sich mit Welikowa in Verbindung, um mit Petrowa zu laufen, doch sie trainierte bereits mit Teimuras Pulin. Als dieser seine Karriere beendete, lief Tichonow ab 1998 nun endlich erneut mit Marija Petrowa. Diesmal mit durchschlagendem Erfolg. Sie wurden auf Anhieb 1999 Europameister und 2000 sogar Europa- und Weltmeister. Es blieben zwar ihre einzigen großen Titel, doch sie sammelten bis zu ihrem Karriereende 2007 zahlreiche Medaillen. Bei den Europameisterschaften 2002, 2003, 2005 und 2006 gewannen sie die Bronzemedaille und 2004 und 2007 die Silbermedaille. Bei den Weltmeisterschaften gewannen sie 2003 und 2006 Bronze und 2005 Silber. Bei Olympischen Spielen verfehlten Petrowa und Tichonow allerdings eine Medaille. 2002 in Salt Lake City belegten sie den sechsten Platz und 2006 in Turin wurden sie Fünfte. Das Paar trainierte bis zuletzt bei Ljudmila Welikowa.
Tichonow und Petrowa wurden auch privat ein Paar. 2010 kam ihre gemeinsame Tochter zur Welt.

## Ergebnisse

### Paarlauf

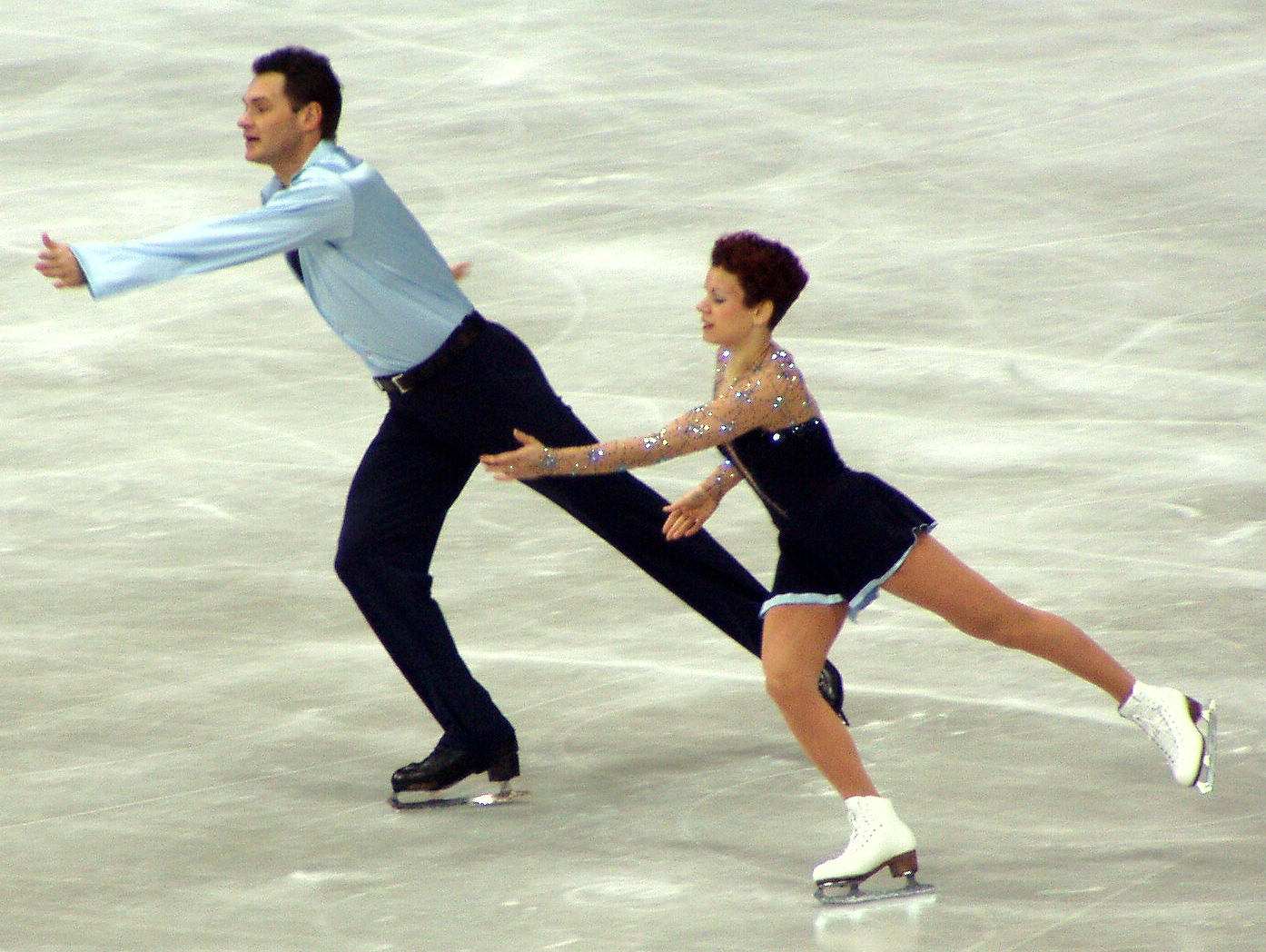
Tichonow und Petrowa bei der Weltmeisterschaft 2004 in Dortmund

(mit Marija Petrowa)
| Wettbewerb / Jahr         | 1999 | 2000 | 2001 | 2002 | 2003 | 2004 | 2005 | 2006 | 2007 |
| ------------------------- | ---- | ---- | ---- | ---- | ---- | ---- | ---- | ---- | ---- |
| Olympische Winterspiele   |      |      |      | 6.   |      |      |      | 5.   |      |
| Weltmeisterschaften       | 4.   | 1.   | 4.   | 4.   | 3.   | 4.   | 2.   | 3.   | Z    |
| Europameisterschaften     | 1.   | 1.   | 4.   | 3.   | 3.   | 2.   | 3.   | 3.   | 2.   |
| Russische Meisterschaften | 2.   | 2.   | 2.   | 3.   | 2.   | 2.   | 2.   | 1.   |      |